# Sam Ligtlee
Sam Benjamin Ligtlee (* 12. Dezember 1997 in Eerbeek) ist ein ehemaliger niederländischer Bahnradsportler, der in den Kurzzeitdisziplinen aktiv war.

## Sportliche Laufbahn
2013 wurde Sam Ligtlee zweifacher niederländischer Junioren-Meister, im Sprint und im 1000-Meter-Zeitfahren; im Jahr darauf errang er diese Titel erneut und wurde zudem Junioren-Meister im Keirin. 2015 gewann er bei den Junioren-Europameisterschaften jeweils die Bronzemedaille im Zeitfahren sowie im Keirin.
2017 gewann Ligtlee bei den U23-Europameisterschaften die Bronzemedaille im 1000-Meter-Zeitfahren. Bei seinem ersten Start in der Elite bei den U23-Europameisterschaften in Berlin belegte er gemeinsam mit Jeffrey Hoogland, Harrie Lavreysen, Matthijs Büchli und Roy van den Berg Rang drei im Teamsprint. In der Folge gewann er drei Läufe bei Weltcups und wurde 2019 zudem mit Koen van der Wijst und Harrie Lavreysen U23-Europameister im Teamsprint.
2020 wurde Sam Ligtlee in Berlin Weltmeister im 1000-Meter-Zeitfahren und 2021 in Grenchen Vize-Europameister in dieser Disziplin. Gemeinsam mit Jeffrey Hoogland, Roy van den Berg und Harrie Lavreysen holte er den EM-Titel im Teamsprint. Mit Hoogland, van den Berg und Tijmen van Loon gewann er den Teamsprint beim Lauf des Nations’ Cups in Milton, Kanada. 
Im März 2023 erklärte Ligtlee seinen Rücktritt vom Leistungsradsport.

## Diverses
Er ist ein jüngerer Bruder von Elis Ligtlee, der Olympiasiegerin im Keirin von 2016.

## Erfolge
2013
- Niederländischer Junioren-Meister – Sprint, 1000-Meter-Zeitfahren

2014
- Junioren-Europameisterschaft – 1000-Meter-Zeitfahren
- Niederländischer Junioren-Meister – Sprint, Keirin, 1000-Meter-Zeitfahren

2015
- Junioren-Europameisterschaft – 1000-Meter-Zeitfahren

2017
- Europameisterschaft – Teamsprint (mit Jeffrey Hoogland, Harrie Lavreysen, Matthijs Büchli und Roy van den Berg)
- U23-Europameisterschaft – 1000-Meter-Zeitfahren

2018
- Europameisterschaft – 1000-Meter-Zeitfahren
- Weltcup in Saint-Quentin-en-Yvelines – Teamsprint (mit Jeffrey Hoogland und Roy van den Berg)

2019
- Europaspiele – 1000-Meter-Zeitfahren
- Europameister (U23) – Teamsprint (mit Koen van der Wijst und Harrie Lavreysen)
- Bahnrad-Weltcup in Minsk – Teamsprint (mit Harrie Lavreysen, Nils van ’t Hoenderdaal und Jeffrey Hoogland)
- Bahnrad-Weltcup in Glasgow – Teamsprint (mit Harrie Lavreysen, Nils van ’t Hoenderdaal und Jeffrey Hoogland)

2020
- Weltmeister – 1000-Meter-Zeitfahren

2021
- Europameisterschaft – Teamsprint (mit Jeffrey Hoogland, Roy van den Berg und Harrie Lavreysen)
- Europameisterschaft – 1000-Meter-Zeitfahren

2022
- Nations’ Cup in Milton – Teamsprint (mit Jeffrey Hoogland, Roy van den Berg und Tijmen van Loon)